# 장미셸 폴롱
장미셸 폴롱(Jean-Michel Folon, 1934년 ~ 2005년)은 벨기에 출신의 예술가이다. 수채화, 판화, 조각, 카페트, 회화, 우표, 연극무대 장식등 여러 가지 매체를 이용하여 작업하였다.